# Bătălia de la Hotin (1673)
În noiembrie 1673, oștile polono‑lituaniene, conduse de hatmanul Ioan Sobieski (viitorul rege al Poloniei în perioada 1674-1696), împreună cu o oaste de cazaci zaporojeni au luptat împotriva a 40.000 de turci, care apărau cetatea. Cetatea Hotinului a fost pierdută de către turci, fiind ocupată de armata poloneză. Deși inițial de partea turcilor, domnitorii Ștefan Petriceicu al Moldovei și Grigore I Ghica al Țării Românești au trecut de partea polonezilor, sprijinindu-i în luptă.

## Legături externe
- Cucerirea Hotinului, în letopisețul moldovenesc